# Слепцов, Григорий Кузьмич
Григорий Кузьмич Слепцов (род. 4 мая 1927 года, Евсуг — 2003) — украинский скульптор; член Союза художников Украины с 1967 года, Заслуженный художник Украины. Народный художник Украины (2003).

## Биография
Родился 4 мая 1927 года в селе Евсуг (ныне Старобельский район Луганской области, Украина). В 1945 — 1950 года учился в Ворошиловградском художественном училище (преподаватели: В. Федченко, А. Тищенко). Член КПСС с 1957 года.
Возглавлял Луганскую областную организацию художников, был членом Правления Союза художников Украины, неоднократно избирался депутатом районного и областного советов . Жил в городе Луганске в доме по улице Годуванцева, 7, квартира 9. Умер в 2003 году .

## Творчество

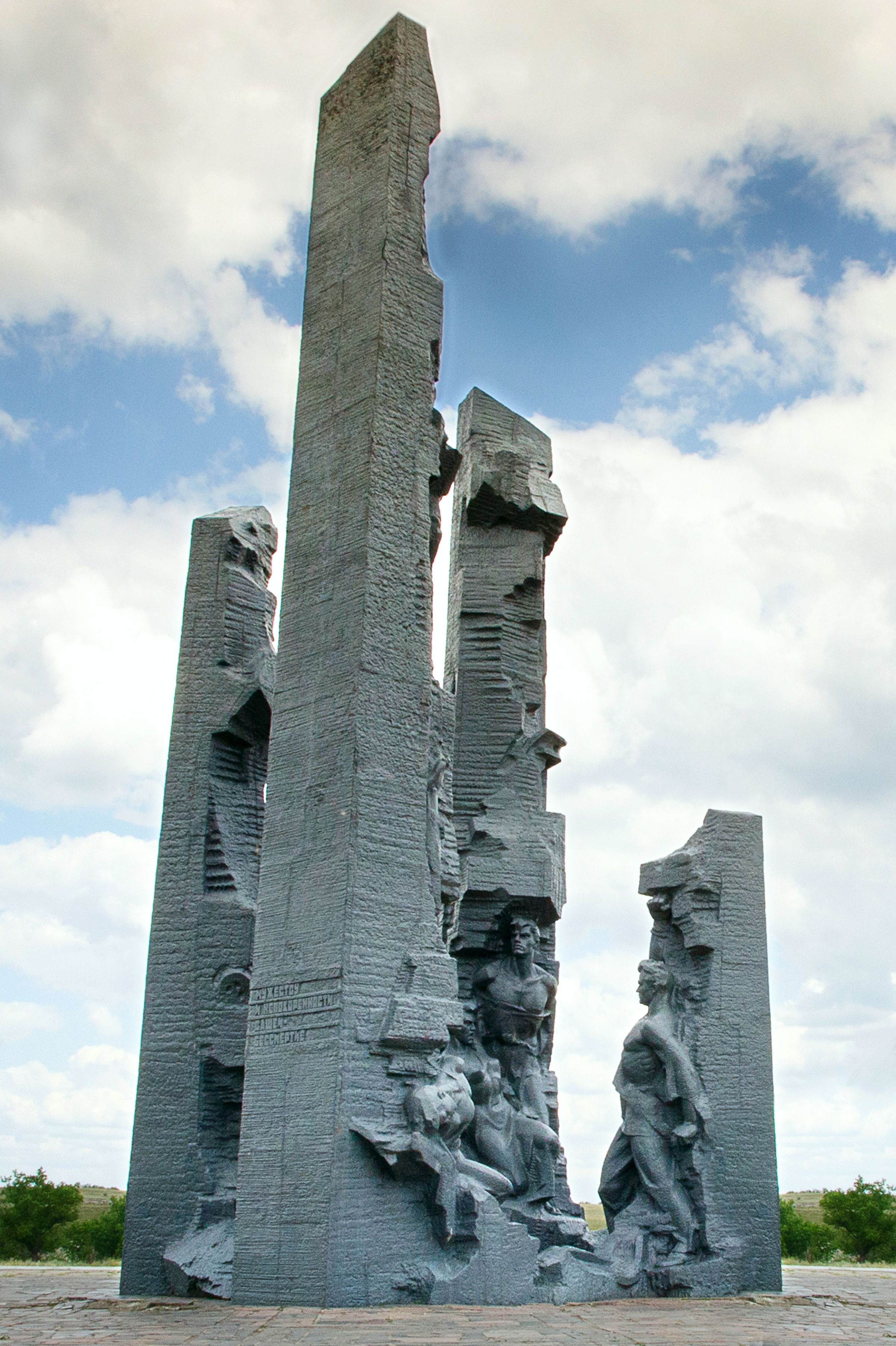
Монумент «Непокоренные».

Работал в области станковой и монументальной скульптуры.
Участвовал во всеукраинских выставках с 1963 года, всесоюзных с 1968 года.
Основные произведения:
- скульптуры «Рейд» (?),
- «Шахтёры» (?),
- «Мужество» (1961),
- «Народный мститель» (1967);
- двухфигурная композиция «Целинники» (?);
- «Крановщица» (1970);
- портреты героев Гражданской войны (в одноименном сквере г. Луганска, в соавторстве с группой скульпторов, 1977);
- памятник Герою Советского Союза Николаю Гастелло (1981);
- монумент «Непокорённые», посвящённый подвигу молодогвардейцев (1982);
- памятник Б.Л. Горбатову (г. Первомайск, 1987).

## Награды
- Награждён орденом Дружбы народов[2] ;
- Народный художник Украины (2003)[4];
- Заслуженный художник Украинской ССР (1983)[1].